# 秋鹿郡
秋鹿郡是過去屬於出雲國的郡，位於島根縣北部。已於1896年4月1日合併為八束郡。
廢除前的範圍現在幾乎都已併入松江市，另有少部分地區被併入出雲市，範圍包括松江市的西北部以及出雲市的東北部。

## 歷史
根據733年完成的《出雲國風土記》記載，秋鹿郡下設4個鄉及一個獨立的里：
- 惠曇鄉
現在的松江市鹿島町惠曇、古浦、武代、佐陀本鄉地區。
- 多太鄉
現在的松江市岡本町、秋鹿町、西長江町、東長江町、古曾志町地區。
- 大野鄉
現在的松江市大野町、岡本町、大垣町、上大野町、魚瀨町地區。
- 伊農鄉
伊現在的出雲市美野町、野鄉町、地合町地區。
- 神戶里
現在的松江市鹿島町佐陀宮內、名分地區及古志町北側。

### 年表
- 1889年4月1日：實施町村制，秋鹿郡下轄：伊野村、大野村、秋鹿村、古志村、古曾志村、長江村、惠曇村、佐太村。
- 1896年4月1日：島根郡、意宇郡與秋鹿郡合併為八束郡。